# Schwaz
Schwaz er en by i det vestlige Østrig. Byen er hovedby i distriktet af samme navn og ligger i delstaten Tyrol.

## Venskabsbyer
Schwaz er venskabsby med:
- Bourg-de-Péage
- Mindelheim
- Tramin
- Trento
- Verbania
- Satu Mare
- Sant Feliu de Guíxols
- East Grinstead